# Lajedinho
Lajedinho là một đô thị thuộc bang Bahia, Brasil. Đô thị này có diện tích 807,336 km², dân số năm 2007 là 4248 người, mật độ 5,26 người/km².